# Institut aéronautique Jean-Mermoz
L’institut aéronautique Jean-Mermoz, du nom du célèbre aviateur français, est un établissement privé de formation aux métiers de pilote de ligne et de personnel navigant commercial créé en 1957 et situé à Rungis, proche de l'aéroport d'Orly. En 2023, l'institut aéronautique Jean-Mermoz change de nom et devient Mermoz Academy. 

## Historique
- 1957 : Fondation de l'école le 24 avril par André Ramondo, ancien chef pilote de la compagnie aérienne Air France.
- 2016 : Éditeur d'ouvrages aéronautiques en français, l'institut signe un partenariat avec l'École nationale de l'aviation civile visant notamment à la publication de livres en langue anglaise[3].
- 2017 : Les premiers ouvrages en anglais, développés en collaboration avec Airbus, voient le jour lors du salon du Bourget[4]. À cette date, l'Institut signe un partenariat avec l'école d'ingénieurs en aéronautique IPSA pour proposer un double cursus ingénieur / pilote de ligne[5].
- 2023 : Ouverture du Training Center à Rungis pour la formation des navigants. Simulateur de vol avion, cabine d'entrainement feux/fumée, simulateur cabine Avion A320.

## Formations proposées

### Formation pilote d'avion
L’institut propose une formation aux qualifications théoriques de pilotes suivantes : 
- pilote privé : PPL avion ;
- pilote professionnel : CPL avion  ;
- qualification de vol aux instruments : IR avion ; CBIR, BIR
- pilote de ligne : ATPL.

#### Stage pilote privé
La formation théorique proposée est organisée  sur une période de deux semaines et prépare les élèves aux 2 épreuves de l’examen théorique : 
- Epreuve commune
- Epreuve spécifique

La formation est également proposée en formation en ligne (e-learning) et a reçu le soutien de la FFA (Fédération française Aéronautique) - association regroupant la plupart des aéroclubs en France et de la FFH.

#### Stage pilote de ligne
Cette formation théorique s’étale sur une période de 9 mois. Les rentrées ont lieu chaque année en mars, juin, septembre et décembre sur le site de Rungis/Orly (formation dispensée en français ou en anglais).
Le candidat a le choix entre deux types de formation :
- la formation modulaire :
  - dans ce cas, l’élève commence par préparer les épreuves théoriques ATPL(A) puis il suit une formation pratique CPL(A) (formation vol à vue), IR (formation vol aux instruments) et MCC (travail en équipage). Chaque étape est indépendante de l’autre ;
- la formation intégrée :
  - dans ce cas l’élève peut commencer sa formation sans être titulaire de la licence PPL(A),
  - il suit parallèlement : 
    - la formation théorique ATPL avion,
    - la formation pratique au CPL(A) (vol à vue) et IR (vol aux instruments) sur la base de Tours ou Nimes.

Le stagiaire  a également la possibilité de suivre cette formation théorique en enseignement à distance e-learning s'il est détenteur d'une licence PPL avion. Dans ce cas, il suit un stage initial de 2 semaines puis poursuit sa formation en e-learning en suivant un parcours pédagogique.  Il a également accès à une banque de QCM lui permettant de s'entraîner aux questions rédigées dans l'esprit de l'examen officiel.

### Formation pilote d’hélicoptère
La formation théorique CPL et ATPL Hélicoptère est proposée en formation à distance en e-learning avec un stage initial.

### Formation hôtesses et steward
L’institut propose quatre fois par an une formation au Cabin Crew Attestation CCA :
- la partie théorique CCA dure trois semaines et comprend les modules sécurité et secourisme ;
- la partie pratique CCA se déroule sur huit jours et comprend les modules sécurité et secourisme.

Par ailleurs, l’Institut propose un stage « commercial et préparation aux sélections des compagnies aériennes » qui s’adresse de préférence aux personnes titulaires du CCA ainsi qu'un stage de préparation au TOEIC.
L'institut Mermoz a été choisi par la compagnie nationale Air France pour assurer la formation ses agents sol au diplôme permettant de devenir Personnel navigant Commercial (hôtesse de l'air / steward). Elle a également été choisi par Airbus, Air Caraïbes Atlantique et Air Caraïbes.

### Autres formations
À la demande des compagnies aériennes, l'institut Mermoz assure la formation des agents Dispatcher (préparation des vols). Elle assure actuellement la formation des agents d'Air Caraïbes Atlantique et d’Air Côte d’Ivoire.

## Flotte
L’école est composé de plusieurs avions monomoteurs et bimoteurs repartis sur les deux bases de vol.

### Diamond Aircraft
- 1 Diamond DA42 en commande et 1 Diamond BA62

### Pipistrel
- 2 Velis Electro

### Sonaca Aircraft
- 2 Sonaca 200

### Tecnam
- 5 Tecnam P2006T
- 10 Tecnam P-Mentor
- MUDRY
- 1 Mudry CAP 10